# Nayara Ribeiro
Nayara Ledoux Ribeiro (Vitória da Conquista, 27 de junho de 1984) é uma ex-nadadora brasileira, a primeira à chegar à final de um Campeonato Mundial pela natação feminina brasileira.

## Carreira
Na infância, Nayara queria ser uma bailarina. Mas aos oito anos de idade, sua saúde frágil e uma faringite não curada levaram-na para as piscinas. Ela só definiu que seria uma nadadora profissional aos 14 anos, quando ela quebrou um recorde lendário: no Campeonato Sul-Americano Juvenil, em Vitória, ela quebrou o Recorde Sul-Americano dos 400 metros livres, que perdurava desde 1988, com um tempo de 4m19s32. A dona do recorde anterior eraPatrícia Amorim, que nas Olimpíadas de Seul 1988 havia marcado 4m19s64.
Com apenas 15 anos de idade, Nayara participou dos Jogos Pan-Americanos de 1999 em Winnipeg, onde ela ganhou uma medalha de bronze no revezamento 4 × 200 metros livre do Brasil, junto com Monique Ferreira, Tatiana Lemos e Ana Muniz. Ela também terminou em 6º lugar nos 400m livres, e 7º lugar nos 200m livres e nos 800m livres.
Em 5 de junho de 2000, ela quebrou o Recorde Sul-Americano dos 800 metros livres, com um tempo de 8m46s55.
Em 16 de novembro de 2000, ela quebrou o Recorde Sul-Americano em piscina curta da mesma prova, fazendo 8m33s69. Esse recorde só foi quebrado por Kristel Kobrich em 2004,mas ainda era um Recorde Brasileiro até 2010, quando Poliana Okimoto quebrou o recorde.
Participando do Campeonato Mundial de Esportes Aquáticos de 2001 em Fukuoka, Nayara, com 17 anos, conseguiu chegar à final dos 1500 metros livres, terminando em 8º lugar. Ela foi a primeira mulher brasileira a qualificar-se para a final de um Campeonato Mundial, onde ela terminou a prova com o tempo de 16m40s37. Em 27 de julho, durante a qualificação, ela quebrou os recordes Brasileiro e Sul-Americano nos 1.500 metros, com um tempo de 16m32s18.Este recorde sul-americano não foi quebrado até 2013, quando Poliana Okimoto fez um tempo de 16m26s90. Nesta competição, ela também terminou em 13º lugar nos 800 metros livre, com um tempo de 8m43s85, recorde sul-americano.
No Campeonato Mundial de Natação em Piscina Curta de 2002, em Moscou, Nayara terminou em 14º nos 800 metros livres, e 20º nos 400 metros livres.
Em 3 de maio de 2002, Nayara quebrou o recorde sul-americano dos 1500 metros livres em piscina curta, com um tempo de 16m13s64. Este foi o recorde Brasileiro até 25 de setembro de 2010, quando Poliana Okimoto fez o tempo de 16m09s04.
No Campeonato Pan-Pacífico de Natação de 2002, em Yokohama, Nayara fez um grande torneio, terminando em 4º lugar nos 1500m livres, 5º nos 4x200m livres, e 6º nos 800m livres.Em Yokohama, ela quebrou o Recorde Sul-Americano dos 800m livres, com um tempo de 8m43s53, e dos 4x200m livres, com um tempo de 8m15s80.
No Campeonato Mundial de Esportes Aquáticos de 2003, ela ficou em 26º lugar nos 800 metros livres.
Participando dos Jogos Pan-Americanos de 2003 em Santo Domingo, ela terminou em 5º lugar nos 800 metros livres.
Nos Jogos Sul-Americanos de 2006 em Buenos Aires, Nayara conquistou a medalha de prata nos 4 × 200 metros livres.Ela também havia ganho o bronze nos 1.500 metros livres, mas foi desclassificada depois da prova, perdendo a medalha.
Participando dos Jogos Pan-Americanos de 2007 no Rio de Janeiro, ela terminou em 10º lugar nos 800 metros livres.